# Rosmarie Holland
Rosmarie Holland (* 23. Dezember 1935 in Westfalen) ist eine deutsche evangelische Theologin, Gründerin von Frauenverbänden und Autorin.

## Leben und Wirken
Rosmarie Holland wuchs in Westfalen auf und studierte Evangelische Theologie. Sie war Vorsitzende der 1978 gegründeten Sammlung Bekennender Evangelischer Frauen (SEBF), die ihre Arbeit zum Jahresende 2002 einstellte. Deren Mitglieder bat sie, sich künftig in der Arbeitsgemeinschaft Biblische Frauenarbeit (ABF) zu engagieren, die 1987 gegründet wurde, um Arbeitsmaterialien für die christliche Frauenarbeit zu erstellen. Holland prägte sowohl die Arbeit des Vereins „Filia – Christliches Forum für Frauen“ als auch die der SBEF mit, die als Reaktion auf den Einfluss der 68er-Bewegung auf Pädagogik und Familie entstand. Sie initiierte das württembergische Forum Missionarischer Frauen und entwickelte das Frühstückstreffen für Frauen weiter.
Bekannt wurde sie auch als kritische Begleiterin des Weltgebetstags. Dieser habe sich ihrer Ansicht nach zu einer politisch-emanzipatorischen Aktion entwickelt. So kritisierte sie eine Solidarisierung mit palästinensischen Frauen oder 1982 an der offiziellen Weltgebetstags-Liturgie das „Gebet zur Mutter Erde“. Dies führte 1997 dazu, dass das Deutsche Gebetstags-Komitee, mit Sitz in Stein bei Nürnberg, juristische Schritte gegen „Manipulationen sinnverfremdender und sinnentstellender Art“ androhte. Holland sah eine Alternative darin, evangelikale Frauen-Gebetstreffen künftig im Rahmen der jährlichen Allianzgebetswoche abzuhalten.
Um Frauen verschiedener Konfessionen und Länder zum gemeinsamen Gebet einzuladen, veröffentlichte sie Arbeitshilfen mit ergänzenden Materialien zur offiziellen Weltgebetstagsliturgie.

## Privates
Rosmarie Holland ist verheiratet mit dem Theologen Martin Holland. Das Ehepaar hat vier Kinder und wohnt in Tübingen.

## Veröffentlichungen
- mit Martin Holland: Du bist mein – Biblische Paare, SCM R. Brockhaus, Witten 1989, ISBN 978-3-417-20444-5.
- Weltgebetstag der Frauen: von Gott zur Antwort gerufen; eine Arbeitshilfe mit ergänzenden Materialien zur Gebetstagsliturgie am 1. März von der Sammlung Bekennender Evangelischer Frauen (SBEF), Idea-Dokumentation, Wetzlar 1996.
- Ein Stern weist uns den Weg: Segenswünsche zur Weihnachtszeit, SCM R.Brockhaus, Witten 1998, ISBN 978-3-417-21717-9.